# Solihull Moors FC
Solihull Moors Football Club is een Engelse voetbalclub uit Solihull, West Midlands. De club is opgericht in 2007, na een fusie tussen Moor Green FC en Solihull Borough FC. Het elftal komt uit in de National League, het vijfde niveau van het Engels voetbalsysteem.
De club begon 2007 in de Conference North, waarin het de plek overnam van het voormalige Moor Green FC. Na negen seizoenen werd de club kampioen en wist het zo promotie af te dwingen naar de National League. In het seizoen 2018/19 eindigde de club als vice-kampioen in deze competitie.

## Geschiedenis

### Conference North / National League North (2007-2016)
Solihull Moors FC is opgericht in 2007 na een fusie tussen Moor Green FC en Solihull Borough FC. De nieuwe club nam de plek over van Moor Green in de Conference North. Het elftal van Bob Faulkner bestond vrijwel uit spelers van het oude Moor Green. In de eerste competitiewedstrijd werd met 1-1 gelijkgespeeld tegen Barrow. De gelijkmaker van Darren Middleton in de 90e minuut betekende het eerste doelpunt in de clubgeschiedenis van Solihull Moors. De eerste overwinning kwam twee weken later met een 3-1 thuisoverwinning op Gainsborough Trinity, maar de rest van het seizoen bracht Solihull door in de onderste regionen. Handhaving werd bewerkstelligd op de voorlaatste speeldag dankzij een memorabele overwinning op Blyth Spartans (2-1). Andy Ducros maakte beide doelpunten. Moors eindigde het seizoen met 47 punten op de 17e plaats. In de FA Cup haalde de ploeg de laatste kwalificatieronde, hierin bleek Rushden & Diamonds uit de Football Conference te sterk.
Voor het seizoen 2008/09 werden acht nieuwe spelers aangetrokken, maar het was geen voorbode voor betere resultaten. In de eerste vijf wedstrijden behaalde Solihull Moors slechts twee punten. Het was voornamelijk een slechte vorm in uitwedstrijden die ervoor zorgde dat Moors weinig punten pakte. Over het hele seizoen werden buitenshuis slechts zestien punten gepakt. Desondanks sloot Solihull Moors met een zestiende plaats het seizoen toch iets beter af.
Het seizoen 2009/10 begon slecht voor Solihull Moors. Rond midden september stond Moors op de 21e plaats. Bob Faulkner haalde vervolgens nog tien spelers en wat volgde was een reeks goede resultaten tussen halverwege januari en halverwege maart. Het zorgde ervoor dat Moors opklom naar een veilige dertiende plaats. Het slot van het seizoen verliep echter dramatisch. In de laatste zeven wedstrijden werden slechts drie punten behaald. Zodoende zakte Solihull Moors af naar plek 17, waar het seizoen werd afgesloten.
Op maandag 7 februari 2011 stierf Moors-trainer Bob Faulkner op 60-jarige leeftijd aan de gevolgen van kanker. Hij was bijna 25 jaar manager van Moor Green en later Solihull Moors. Assistent-trainer Micky Moore werd naar voren geschoven, maar hij verliet de club op 21 juni 2011 om op fulltime basis aan de slag te gaan als assistent-trainer bij Mansfield Town. Moors eindigde het seizoen als zevende in de Conference North, destijds de hoogste eindklassering ooit. Onder leiding van Faulkner en Moore miste de ploeg nipt de play-offs, door een slecht slot van het seizoen.
Marcus Bignot werd op 27 juni 2011 aangekondigd als nieuwe trainer van Solihull Moors. De oud-verdediger van onder meer Crewe Alexandra, Bristol Rovers, QPR en Millwall arriveerde een week na het vertrek van Moore bij de club. Vanwege de goede prestaties het voorgaande seizoen waren veel spelers vertrokken of weggehaald bij Solihull. Hierdoor bleef een jeugdige groep over zonder ervaring, wat mede daardoor ook geen een van haar oefenwedstrijden won in de voorbereiding. De eerste zeven competitiewedstrijden van het seizoen werden verloren. Bignot besloot gebruik te maken van zijn connecties in de voetbalwereld en haalde verschillende spelers naar Solihull, wat gelijk resulteerde in betere resultaten. Zo goed zelfs, dat in januari de play-offs in zicht waren. Het lukte de ploeg echter niet om de goede vorm vast te houden en tegen het einde van het seizoen werd handhaving net aan afgedwongen, met een negentiende plaats.
Solihull Moors eindigde vervolgens drie seizoenen lang (2012/13 t/m 2014/15) in de middenmoot, met achtereenvolgend een 9e, 8e en 12e plaats. In de voorbereiding van het seizoen 2015/16 kwamen elf nieuwe spelers naar Damson Park, waaronder de Nederlander Akwasi Asante. De club bleef tot december ongeslagen en stond na de eerste seizoenshelft bovenaan. Ze werden drie weken voor het einde van het seizoen kampioen van de National League North. Promotie werd verzekerd op een avond dat Solihull niet eens speelde, omdat een nederlaag voor North Ferriby United bij Stalybridge Celtic hun kampioenschap bevestigde. Hierdoor promoveerde Solihull Moors voor het eerst in de historie naar de National League. Het seizoen werd nog mooier, toen Solihull een maand later de finale van de Birmingham Senior Cup won. Birmingham City U21 werd met 2-1 verslagen.

### National League (2016-heden)

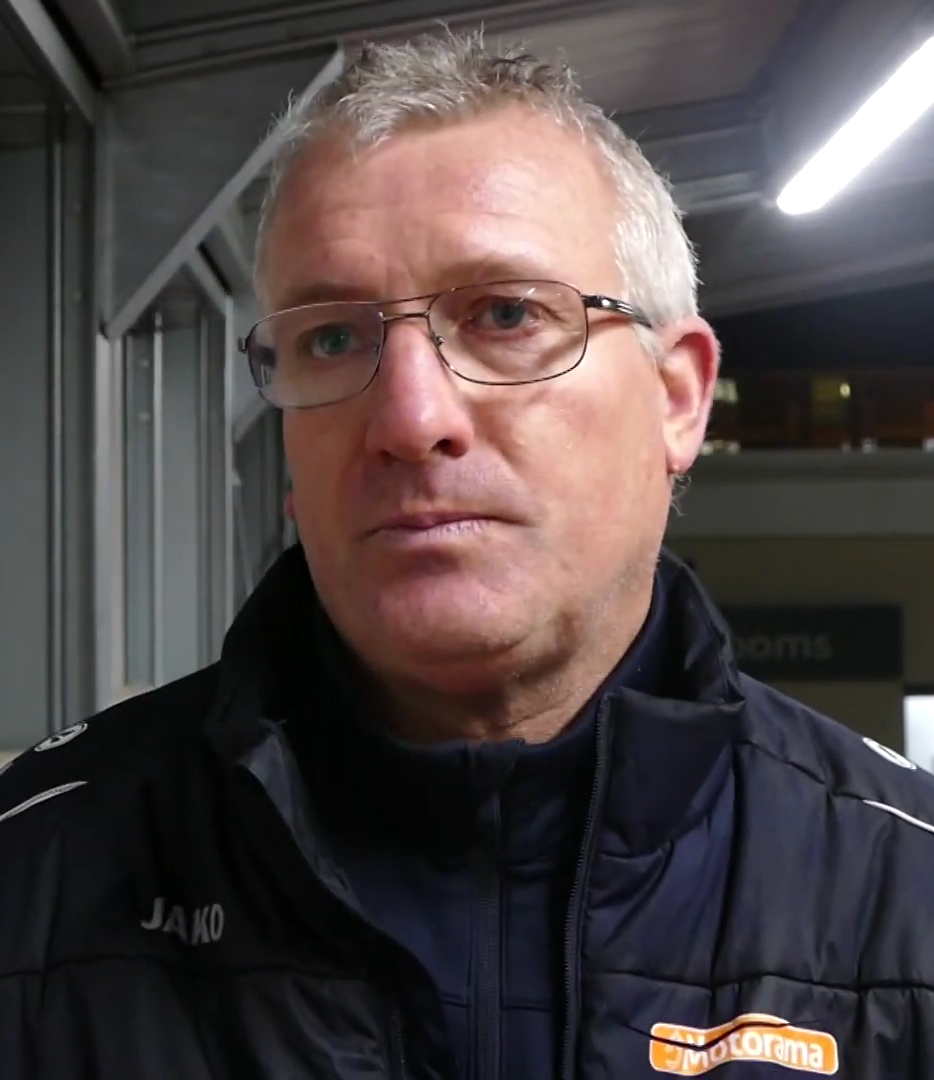
Onder leiding van Tim Flowers behaalde Solihull in 2019 de hoogste eindklassering ooit.

Solihull Moors begon hun eerste seizoen in de National League op 6 augustus 2016 met een 3-1 overwinning op Sutton United. Solihull plaatste zich ook voor het eerst voor het hoofdtoernooi van de FA Cup, nadat ze Kettering Town versloegen in de vierde kwalificatieronde. In de eerste ronde versloegen ze Yeovil Town, destijds uitkomend in de League Two. In november vertrok manager Bignot om aan de slag te gaan bij Grimsby Town. Hij werd opgevolgd door Liam McDonald. Onder zijn leiding eindigde Solihull Moors haar debuutseizoen in de National League op een zestiende plaats.
Het seizoen 2017/18 was een onrustig seizoen voor Solihull. Van de eerste veertien wedstrijden werden er tien verloren, met als gevolg dat trainer McDonald moest vertrekken. Dezelfde dag werd met Richard Money een opvolger aangekondigd. Money vertrok echter al na 26 dagen. Onder zijn leiding had de club in de competitie eenmaal gewonnen en drie keer verloren. Daarnaast had het in dezelfde periode een return nodig tegen achtsteklasser Ossett Town om zich te plaatsen voor het hoofdtoernooi van de FA Cup. De club had het zwaar in de National League en stond onderaan. Mark Yates werd halverwege november aangesteld als nieuwe trainer. Hij kreeg de opdracht om de ploeg van degradatie te behoeden. Dat lukte.  In de laatste 20 wedstrijden van het National League-seizoen won Solihull Moors tien keer, speelde het zevenmaal gelijk en werd er slechts drie keer verloren. Hierdoor eindigde de ploeg het seizoen op de achttiende plaats en wist het zo degradatie te ontlopen.
In de voorbereiding van het seizoen 2018/19 vertrok Yates naar Macclesfield Town, dat het voorgaande seizoen was gepromoveerd naar de League Two. Solihull Moors promoveerde assistent-trainer en tevens oud-international Tim Flowers tot opvolger. De Engelsman was een onervaren trainer, hij had enkel Stafford Rangers eerder onder zijn hoede gehad. Vanwege het voorgaande seizoen was de doelstelling in eerste instantie handhaving. Verrassend genoeg presteerde de ploeg van Flowers zo goed dat het uitgroeide tot titelkandidaat. Ze streden tot het einde van het seizoen met Leyton Orient en Salford City om het kampioenschap, en dus directe promotie naar de Football League. De mannen van Tim Flowers sloten het seizoen af als vice-kampioen van de National League, de hoogste eindklassering uit de clubgeschiedenis. In de play-offs die volgde, bleek AFC Fylde in de halve finale te sterk (0-1). In de FA Trophy reikte Solihull dat jaar tot de kwartfinale, de beste prestatie tot dan toe.

## Erelijst
| Nationaal             |    |         |
| National League North | 1x | 2015/16 |
| Birmingham Senior Cup | 1x | 2015/16 |

## Bekende (oud-)spelers
- Akwasi Asante